# Fissidens lepidopiloides
Fissidens lepidopiloides är en bladmossart som beskrevs av C. Müller 1875. Fissidens lepidopiloides ingår i släktet fickmossor, och familjen Fissidentaceae. Inga underarter finns listade i Catalogue of Life.